# عين بن صميم
عين بن صميم هي منبع للمياه المعدنية المعبأة، تقع بجماعة بن صميم إقليم إفران، وتسوق مياهها المعدنية تحت الإسم التجاري عين إفران.

## الجغرافيا
يقع منبع زاوية بن صميم بمنطقة اتصال الهضبة العليا الكلسية لإيفران وسهل تكريكرا الغريني بالأطلس المتوسط الأوسط الهضبي، توجد على الطريق الجهوية رقم 7202 بين الطريق الوطنية رقم 13 والطريق الوطنية رقم 8. يوجد قرب المنبع المائي بن صميم مصنع تعبئة مياه عين إفران وشحنها نحو التسويق وسط غابة البلوط الطبيعية.

## التاريخ
منذ سنة 2002 بدأت الأطماع الإقتصادية في استغلال مياه عين زاوية بن صميم كمورد إقتصادي من طرف شركة «أورو أفريقيا للمياه»، ثم مع شركة «براسري» المسجلة في المغرب والتي وتعود ملكيتها لمجموعة «كاستل» الدولية. واجهت ساكنة زاوية بن صميم هذه الأطماع بالإحتجاج، نظرا للنمط الإقتصادي للساكنة الذي يعتمد أساسا على الفلاحة المسقية، لكن هذه الإحتجاجات ووجهت بالقمع، حيث صدرت أحكام بالسجن لمدة ثلاثة أشهر موقوفة التنفيذ وغرامات مالية في حق بعض المحتجين، ورغم نجاح الشركة في تشييد مصنع تعبئة المياه، إلا أن الساكنة ما تزال متشبثة بمطالبها، خاصة أن هذه القضية عرفت تضامنا واسعا من طرف المجتمع المدني الوطني والدولي، بما فيه جمعية العقد العالمي للماء.